# Gunthamund
Gunthamund (asi 450? – 496) byl král Vandalů a Alanů v letech 484–496). Ve vládě nahradil nepopulárního Hunericha. Jeho otcem byl Gento, čtvrtý a nejmladší syn Geisericha.
Vedl umírněnou a tolerantní formu vlády, snažil se vyhýbat konfliktům a konfrontacím. Uvědomoval si, že musí hledat nové způsoby spolužití s většinovým římským obyvatelstvem, tím víc, když zemi ohrožovali z jihu berberské kmeny. Územním ztrátám ve prospěch Berberů se stejně nevyhnul. Ukončil pronásledování katolíků, vrátil jim zabrané budovy a dovolil jim zastávat všechny úřady. Vůči východořímské říši však zastával nepřátelský postoj stejně jako jeho předchůdci. Když v roce 496 zemřel, jeho nástupcem se stal jeho mladší bratr Thrasamund.